# Borgfelder Wümmewiesen
Die Borgfelder Wümmewiesen sind ein Naturschutzgebiet in den Ortsteilen Borgfeld und Oberneuland der Stadtgemeinde Bremen.

## Allgemeines
Das Naturschutzgebiet ist 688 Hektar groß. Das im Naturschutzbuch der Stadtgemeinde Bremen unter der Nummer 7 eingetragene Naturschutzgebiet ist das größte Naturschutzgebiet der Stadt und das zweitgrößte des Landes. Das Naturschutzgebiet ist größtenteils Bestandteil des gleichnamigen, knapp 682 Hektar großen EU-Vogelschutzgebietes. Ein Teil des Schutzgebietes ist außerdem Bestandteil des FFH-Gebietes „Untere Wümme“. Das Gebiet steht seit dem 3. April 1987 unter Naturschutz. Bereits 1985 wurde es in die Maßnahmen zur Errichtung und Sicherung schutzwürdiger Teile von Natur und Landschaft mit gesamtstaatlich repräsentativer Bedeutung aufgenommen. Seit Juni 2006 wird das Schutzgebiet von der 1999 gegründeten Stiftung NordWest Natur in Kooperation mit dem WWF Deutschland betreut. Durch Verordnung vom 30. Mai 2015 wurde die Schutzgebietsverordnung insgesamt neu gefasst. Zuständige Naturschutzbehörde ist der Senator für Umwelt, Bau und Verkehr.

## Beschreibung
Das Naturschutzgebiet liegt nordöstlich von Borgfeld und südöstlich von Lilienthal in der Wümmeniederung. Es grenzt im Westen an das Naturschutzgebiet „Untere Wümme“ und im Osten an das Naturschutzgebiet „Fischerhuder Wümmeniederung“. Im Nordwesten liegt das frühere Naturschutzgebiet „Sodenstich“, das durch Verordnung vom 30. Mai 2015 hier integriert wurde.
Das Gebiet stellt eine großräumige Feuchtwiesenlandschaft als Kulturlandschaft unter Schutz, die in den Wintermonaten häufig überschwemmt wird. Es wird von ausgedehnten Grünländern mit zahlreichen Gräben und Kleingewässern geprägt. Das Schutzgebiet wird im Süden von der Wümme durchflossen, im Osten wird es streckenweise vom Wümme-Nordarm begrenzt. Im Naturschutzgebiet, das bis auf die Randbereiche weitgehend baumlos ist, finden sich u. a. Klein- und Großseggenriede, Hochstaudenfluren, Röhrichte und Flutrasen. Teile des Schutzgebietes entwickeln sich zu einer natürlichen Auenlandschaft ohne Nutzung. Seit Ende der 1980er-Jahre wurden zahlreiche Kleingewässer angelegt, die verschiedenen Amphibien und Libellen Lebensraum bieten.

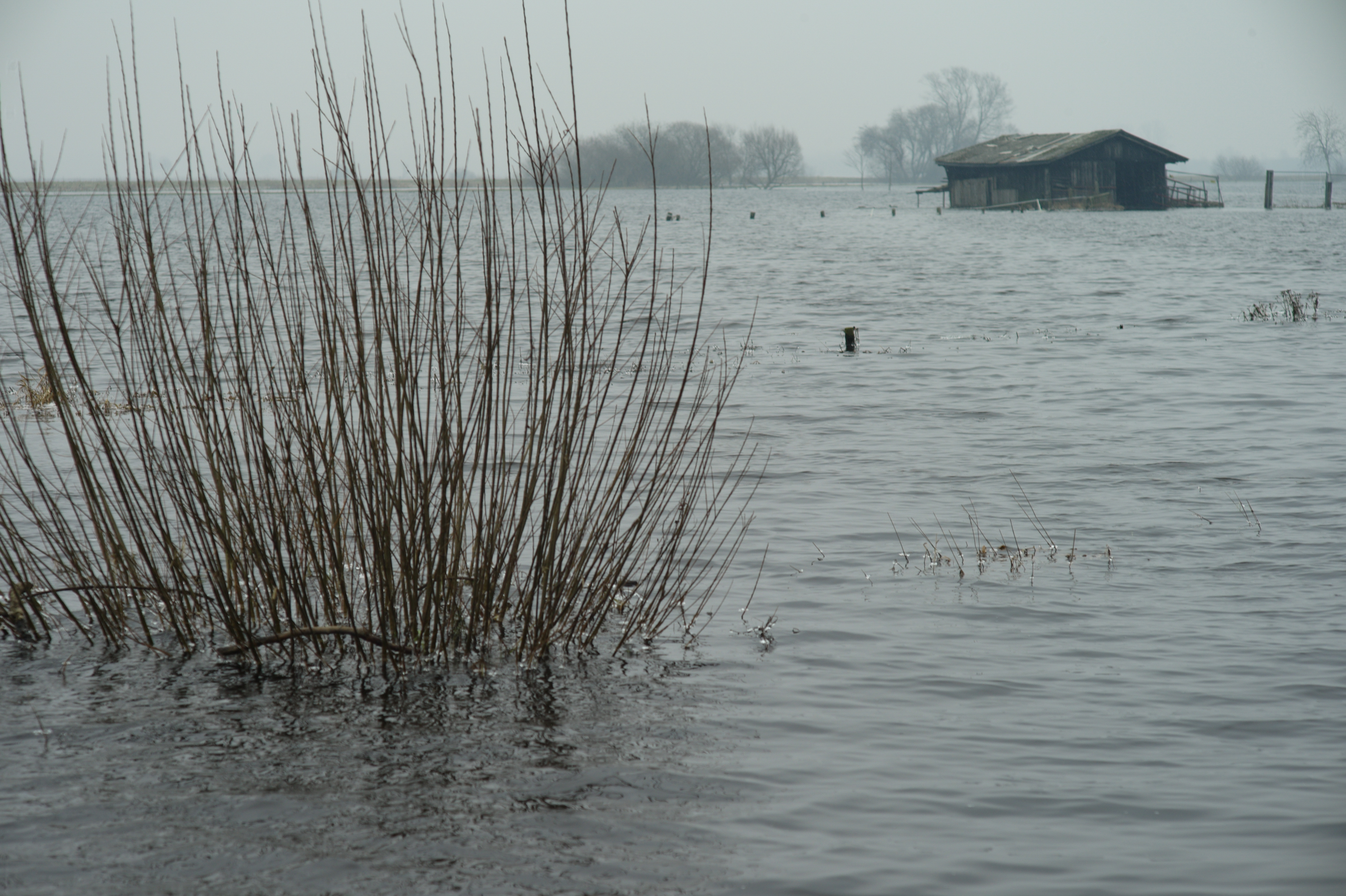
Borgfelder Wümmewiesen bei Überflutung (Januar 2012)
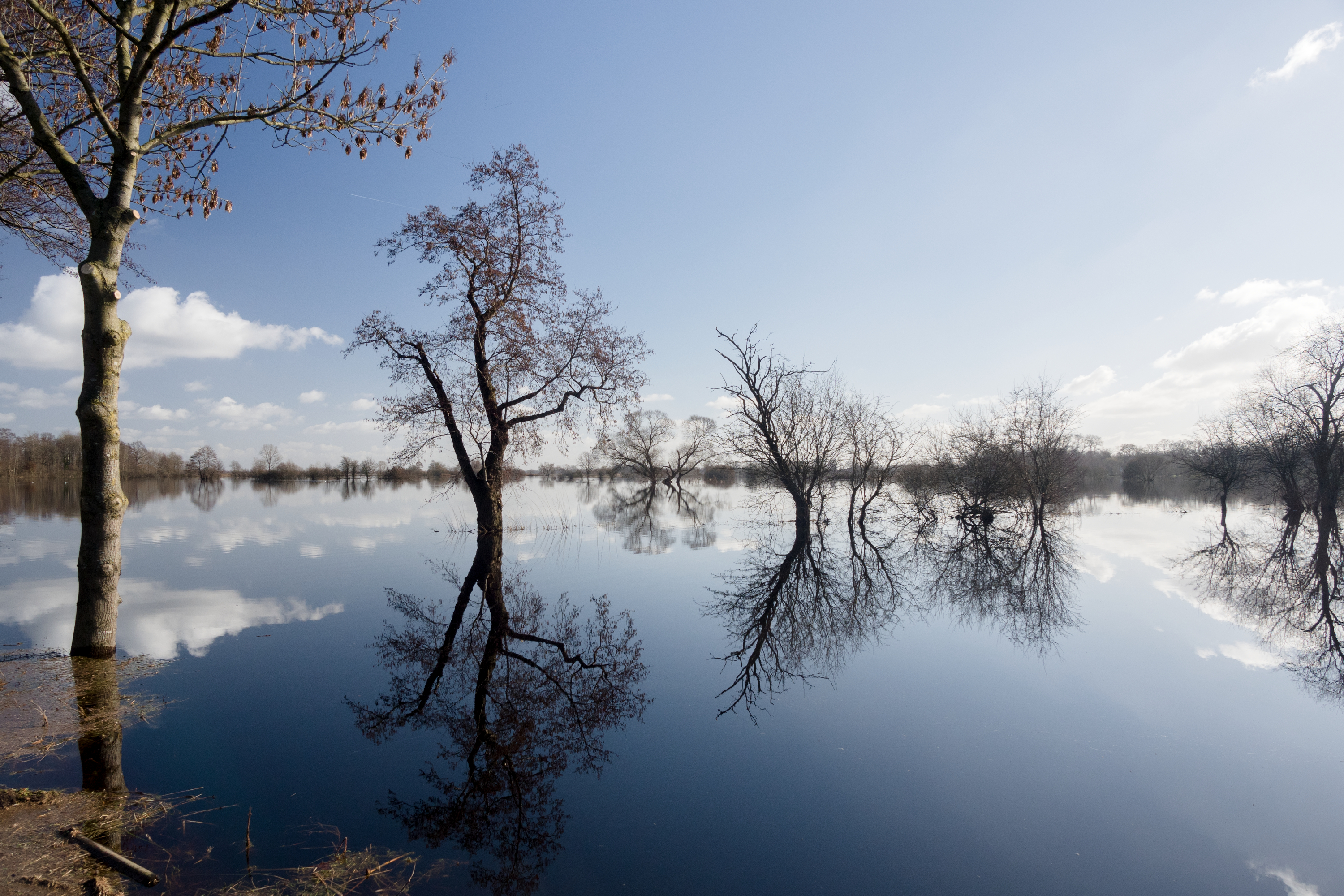
Borgfelder Wümmewiesen bei Überflutung (Februar 2022)
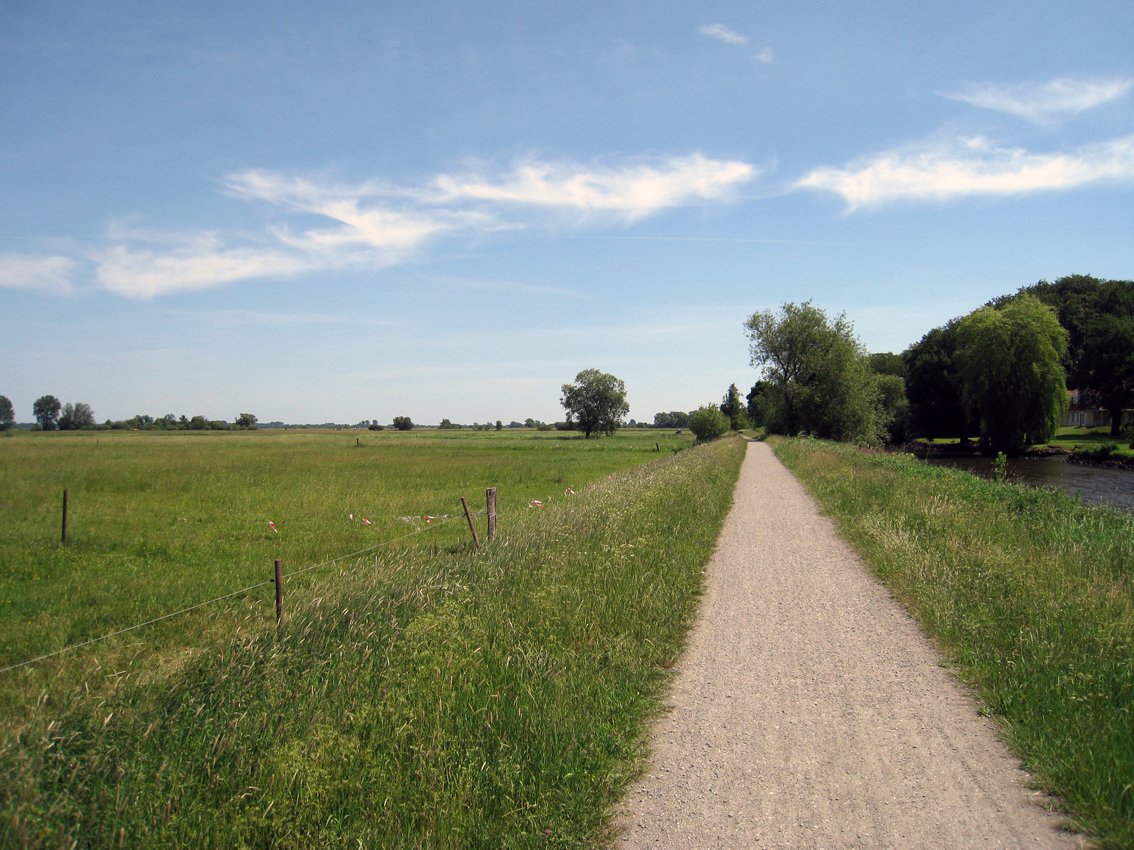
Weg durch die Borgfelder Wümmewiesen bei „Niedrigewasser“

## Flora und Fauna
Auf den Wiesen und Weiden, die teilweise extensiv bewirtschaftet werden, teilweise brach liegen, siedeln u. a. Sumpfdotterblume, Wiesenschaumkraut, Kuckuckslichtnelke, Sumpfläusekraut, Wassergreiskraut und Hahnenfuß. Das Gebiet stellt ein wichtiges Brutgebiet für Wiesenvögel dar. So sind hier u. a. Kiebitz, Wachtelkönig, Großer Brachvogel, Uferschnepfe, Rotschenkel, Bekassine, und Tüpfelsumpfhuhn heimisch. Das Naturschutzgebiet beherbergt einen bundesweit bedeutsamen Bestand an Rallen. Das Gebiet ist auch ein wichtiges Rastgebiet und Überwinterungsgebiet für Zugvögel. In den Wintermonaten rasten und überwintern hier Enten, Gänse und Schwäne in großer Zahl.
Durch das Naturschutzgebiet führen mehrere befestigte Wege, an denen Informationstafeln aufgestellt sind. Am Hollerdeich am südlichen Rand des Naturschutzgebietes befindet sich ein Beobachtungsturm. Die Wümme darf zeitweise für den Wassersport mit nicht motorisierten Fahrzeugen befahren werden.